# Gran hexecontaedro dodecacrónico
En geometría, el gran hexecontaedro dodecacrónico (o gran ditriacontaedro lanceal) es un poliedro no convexo  isoedral. Es el dual del gran dodecicosidodecaedro, un poliedro uniforme estrellado. Sus 60 caras son cuadriláteros (con forma de cometas) que se cruzan entre sí. Parte de cada cometa se encuentra dentro de la figura, por lo que las caras no pueden verse por completo en los modelos sólidos.

## Proporciones

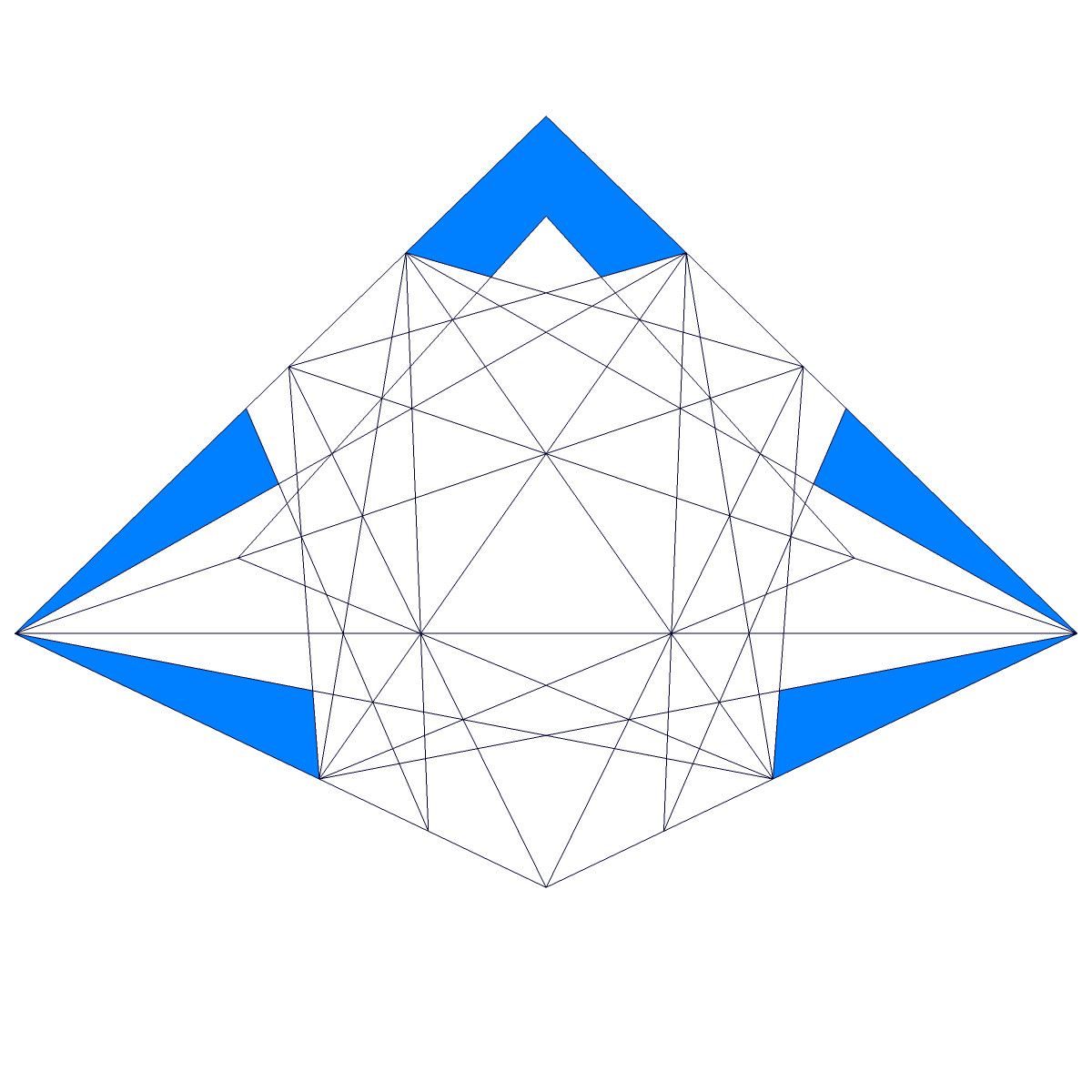
Forma de las caras

Cada cometa tiene dos ángulos de {\displaystyle \arccos({\frac {5}{8}}-{\frac {1}{8}}{\sqrt {5}})\approx 69.788\,198\,194\,11^{\circ }}, uno de {\displaystyle \arccos(-{\frac {1}{4}}+{\frac {1}{10}}{\sqrt {5}})\approx 91.512\,394\,720\,74^{\circ }} y otro de {\displaystyle \arccos(-{\frac {1}{8}}-{\frac {9}{40}}{\sqrt {5}})\approx 128.911\,208\,891\,04^{\circ }}. Su ángulo diedro es igual a {\displaystyle \arccos({\frac {-19+8{\sqrt {5}}}{41}})\approx 91.553\,403\,672\,16^{\circ }}. La relación entre las longitudes de los bordes largo y corto es {\displaystyle {\frac {21+3{\sqrt {5}}}{22}}\approx 1.259\,463\,815\,11}.